# Menesia georgiana
Menesia georgiana är en skalbaggsart som först beskrevs av Thomson 1879.  Menesia georgiana ingår i släktet Menesia och familjen långhorningar. Inga underarter finns listade i Catalogue of Life.